# Til Molde
Til Molde (vanuit het Noors vertaald "Aan Molde") is een compositie van Christian Sinding. Het is een toonzetting van een tekst van Bjørnstjerne Bjørnson. Die schreef rond 1880 een eerbetoon aan de plaats waar hij een deel van zijn jeugd doorbracht, naar school ging en waar hij in 1877 korte tijd verbleef. Sinding schreef een cantate voor bariton, gemengd koor en symfonieorkest. Hij schreef ook een versie voor bariton, koor en  piano. Sinding voltooide de cantate zeer waarschijnlijk al tijdens zijn verblijf in München. 
Volgens een studie van de Universiteit van Oslo naar de werkzaamheden van een andere componist, Johan Halvorsen, vond er een uitvoering van dit werk plaats op 17 en 19 november 1885 in bergen met een herhaling in december in Oslo. De samenstelling was toen zanger en een strijkkwartet, waarin Halvorsen viool speelde. Er werd toen melding gemaakt van de “onbekende” componist Sinding.
De eerste uitvoering van de definitieve versie (met pianobegeleiding) vond plaats op 5 februari 1887 door het koor Cæciliaforeningen onder leiding van Thorvald Lammers in de Brødrene Hals Zaal in Christiania. De solist was een amateur, Luitenant Methlie. Tot 1904 zong het koor het werk regelmatig. Op 14 mei 1889 vond een uitvoering plaats in diezelfde zaal. Dirigent was Olaus Andreas Grøndahl, achter de piano zat Agathe Backer-Grøndahl (beiden waren ook componist). Op 21 november 1903 vond er een opvoering plaats in een Sinding-programma in het Nationaltheatret in Oslo, het Cæciliakoor werd toen ondersteund door het theaterorkest dat onder leiding stond van Halvorsen. Sinding schreef voor dat concert ook Mannamaal. 
De vele uitvoeringen na oplevering hebben niet kunnen voorkomen, dat het werk in de 20e eeuw in de vergetelheid raakte. Het is onbekend of het in de Noorse versie ooit is uitgegeven. Een versie in het Duits is er wel gekomen. Het is waarschijnlijk nooit op geluidsdrager uitgebracht.
Sinding schreef het werk voor:
- solo bariton
- sopranen, alten, tenoren, baritons
- 1 piccolo, 2 dwarsfluiten, 2 hobo’s,  2 klarinetten, 2 fagotten/contrafagot
- 4 hoorns, 2 trompetten, 2 trombones, 1 tuba
- pauken,  percussie, 1 harp,
- violen, altviolen, celli, contrabassen